# Germandrée
Teucrium
Genre
Classification phylogénétique

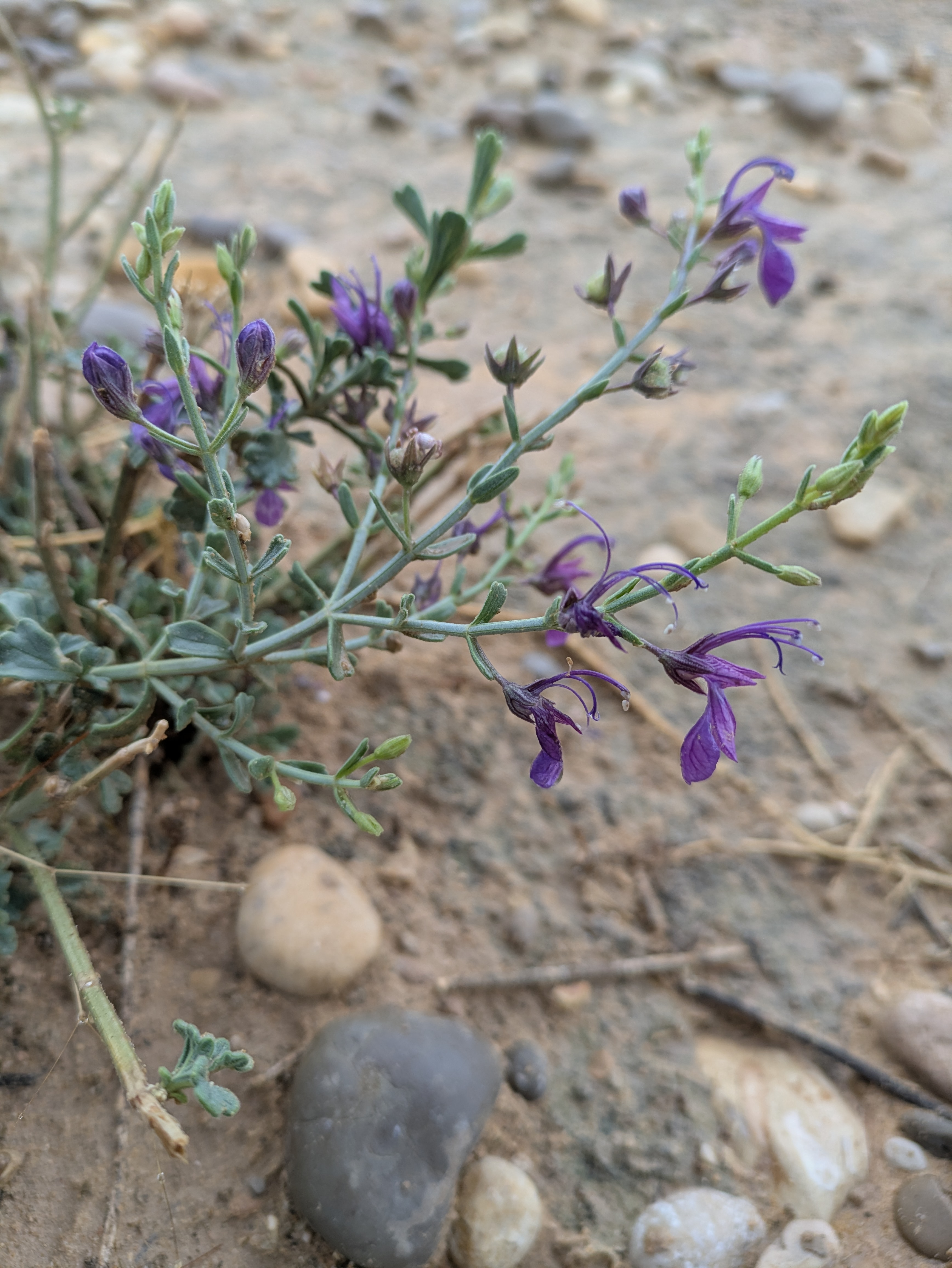
Fleurs et feuilles, Behbahan.

Les germandrées, Teucrium en latin, est un genre de plantes à fleurs de la famille des Lamiacées. Il regroupe environ 260 espèces de plantes herbacées ou de sous-arbrisseaux. On les retrouve un peu partout à travers le monde, mais elles sont particulièrement nombreuses dans le bassin méditerranéen. 

## Étymologie
Le nom français Germandrée est une altération du latin médiéval calamendria, croisement probable de calamentum, sorte de menthe, avec camedria, latinisation du grec chamaedrys signifiant littéralement "chêne à terre" (en référence à la germandrée petit-chêne). Le nom scientifique du genre, Teucrium, provient du grec Teucros, nom d'un prince troyen qui aurait découvert les propriétés médicinales de la plante.

## Description
Ce sont des plantes stolonifères ou rhizomateuses à feuilles opposées.
L'inflorescence est un racème de verticillastres, chacun de ceux-ci portant deux à six fleurs. Les quatre étamines, dont deux sont plus longues que les autres, font saillie à partir du sinus supérieur de la corolle. La partie antérieure du calice est renflée à la base.

## Principales espèces
- Teucrium ajugaceum F.M.Bailey & F.Muell. ex F.M.Bailey
- Teucrium almeriense C. E. Hubb. & Sandwith
- Teucrium arduini L.
- Teucrium aureum Schreb. - Germandrée dorée
- Teucrium betonicum L'Hér.
- Teucrium botrys L. - Germandrée botryde, Germandrée en grappe
- Teucrium canadense L. - Germandrée du Canada
- Teucrium chamaedrys L. - Germandrée petit chêne
- Teucrium corymbosum R. Br.
- Teucrium creticum L. - Germandrée à feuilles de romarin
- Teucrium demnatense Batt
- Teucrium divaricatum Sieber ex Boiss.
- Teucrium ×djebalicum
- Teucrium flavum L. - Germandrée jaune
- Teucrium fruticans L. - Germandrée arbustive
- Teucrium gnaphalodes L'Her.
- Teucrium lepicephalum Pau
- Teucrium marum L. - Germandrée marine, Germandrée des chats
- Teucrium massiliense L. - Germandrée de Marseille
- Teucrium montanum L. - Germandrée des montagnes
- Teucrium nablii S. Puech
- Teucrium polium L. - Germandrée blanc-grisâtre, Germandrée tomenteuse
- Teucrium pseudochamaepitys L. - Germandrée à allure de Pin, Germandrée faux Petit-pin
- Teucrium puechiae Greuter & Burdet
- Teucrium pyrenaicum L., 1753 - Germandrée des Pyrénées
- Teucrium ramosissimum Desf., 1798
- Teucrium rouyanum H.J.Coste & Soulié, 1898 (la Germandrée de Rouy) - Germandrée de pelouse calcaire, endémique de la région des Causses dans le Massif central.
- Teucrium scordium L. - Germandrée d'eau, Germandrée des marais
- Teucrium scorodonia L. - Germandrée scorodoine
- Teucrium subspinosum Pourr. ex Willd.
- Teucrium vesicarium Mill.
- Teucrium viscidum Blume
- Teucrium werneri Emberger

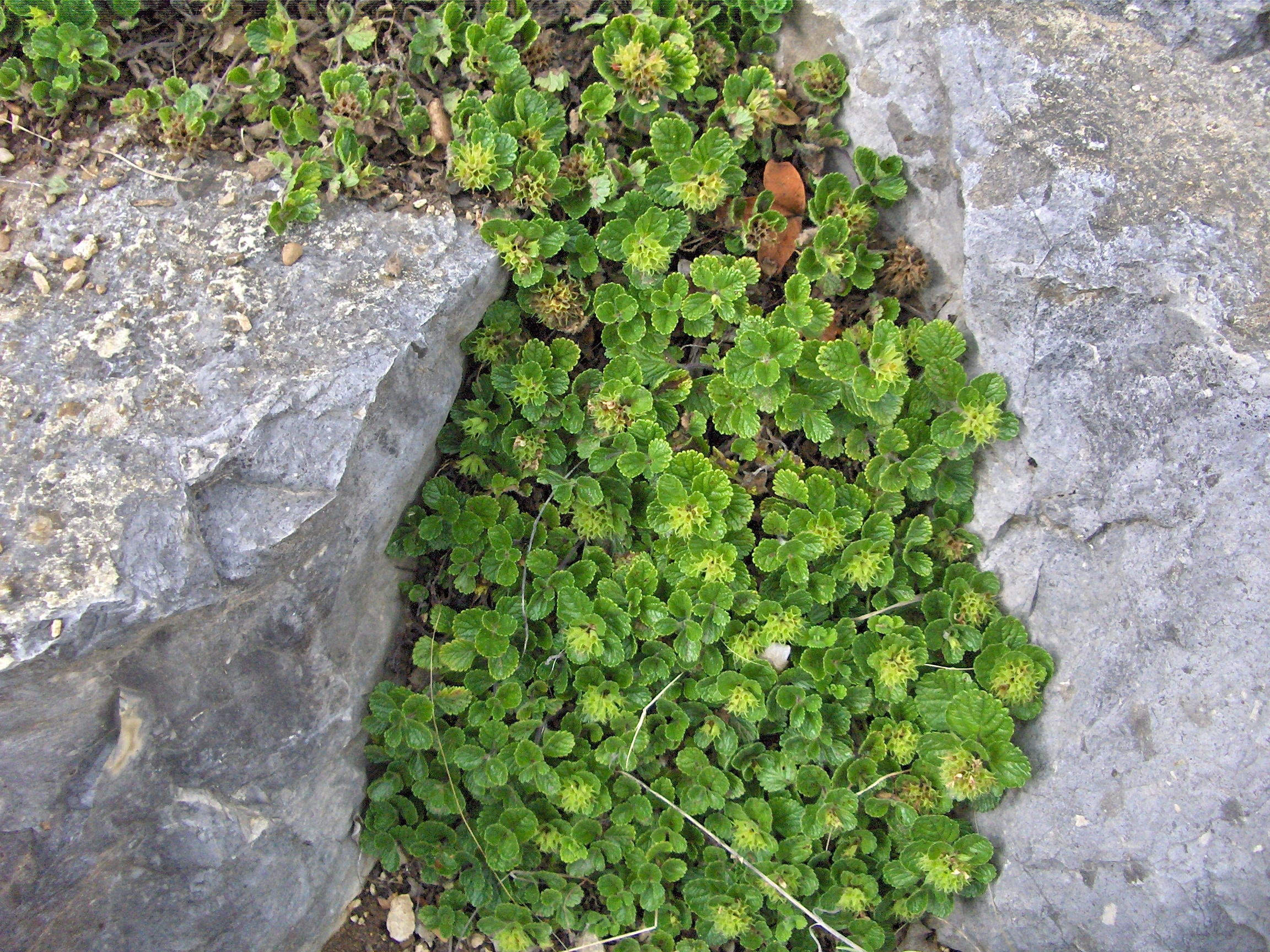
Teucrium pyrenaicum ou Germandrée des pyrénées.
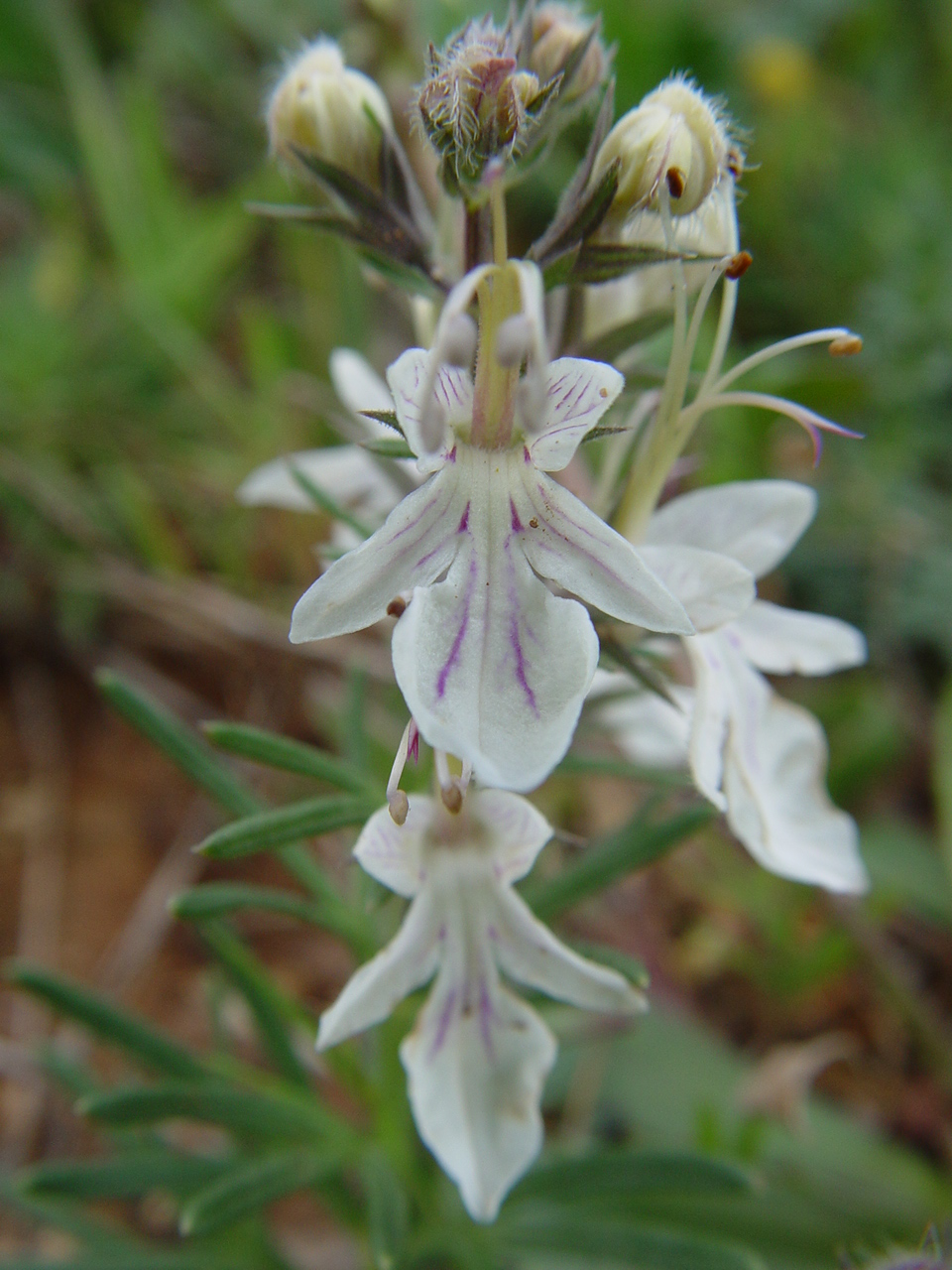
Teucrium creticum ou Germandrée à feuilles de romarin.
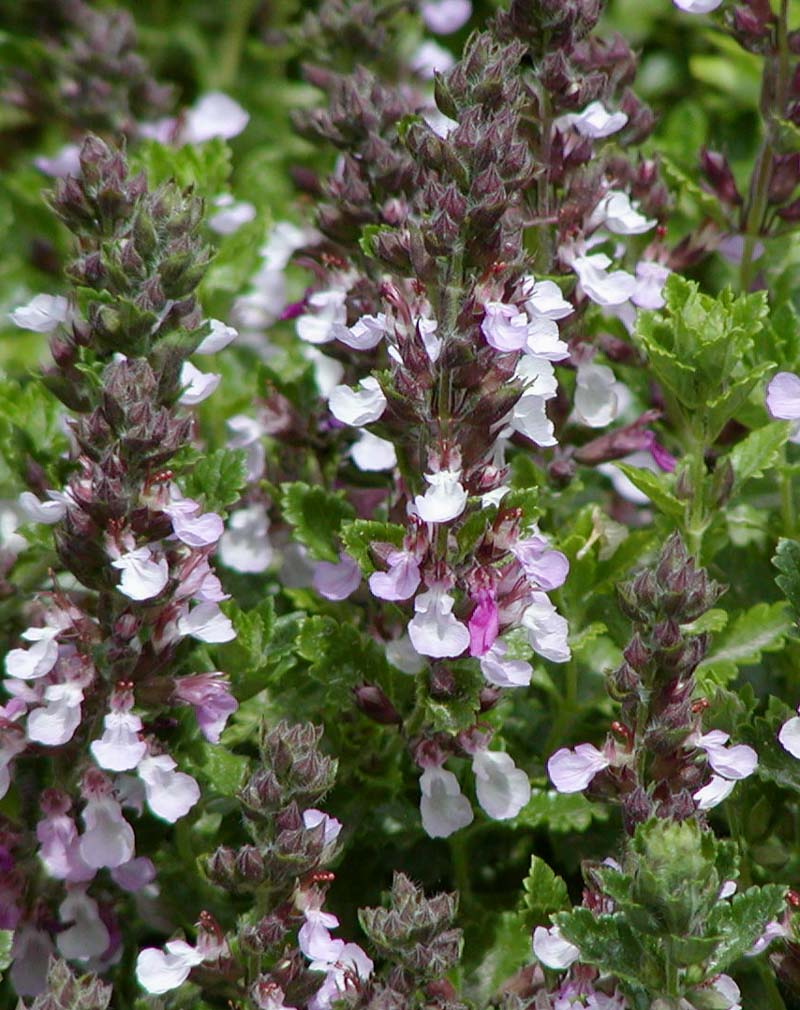
Teucrium chamaedrys prostratum ou Germandrée petit chêne.
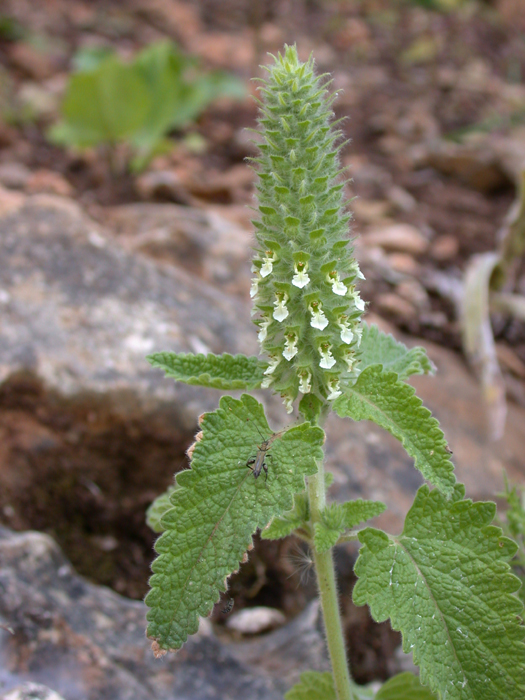
Teucrium lamiifolium (Israël).

Pourrait appartenir à ce genre bien que nommée aussi Menthe des montagnes, la plante qui sous le nom de Pouliot des montagnes était un des multiples constituants de la thériaque de la pharmacopée maritime occidentale au XVIIIe siècle .

## Liste d'espèces
Selon World Checklist of Selected Plant Families (WCSP) (15 avr. 2011) :
- Teucrium abutiloides L'Hér. (1788)
- Teucrium africanum Thunb. (1800)
- Teucrium afrum (Emb. & Maire) Pau & Font Quer (1928)
- Teucrium ajugaceum F.M.Bailey & F.Muell. (1888)
- Teucrium albicaule Toelken (1985)
- Teucrium albidum Munby (1855)
- Teucrium alborubrum Hemsl., J. Linn. Soc. (1891)
- Teucrium × alexeenkoanum Juz. (1954)
- Teucrium algarbiense (Cout.) Cout., Esboco Fl. Lenh. Portug. (1936)
- Teucrium alopecurus Noë (1855)
- Teucrium alpestre Sm. (1825)
- Teucrium × alvarezii Alcaraz, Sánchez-Gómez, Torre & S.Ríos (1991)
- Teucrium alyssifolium Stapf, Denkschr. Kaiserl. Akad. Wiss. (1885)
- Teucrium angustissimum Schreb. (1774)
- Teucrium anlungense C.Y.Wu & S.Chow (1965)
- Teucrium annandalei Mukerjee (1940)
- Teucrium antiatlanticum (Maire) Sauvage & Vindt (1956)
- Teucrium antilibanoticum Mouterde (1973)
- Teucrium antitauricum Ekim (1980)
- Teucrium apollinis Maire & Weiller (1939)
- Teucrium aragonense Loscos & J.Pardo (1863)
- Teucrium arduinii L. (1767)
- Teucrium argutum R.Br. (1810)
- Teucrium aristatum Pérez Lara (1889)
- Teucrium aroanium Orph. ex Boiss. (1859)
- Teucrium asiaticum L. (1767)
- Teucrium atratum Pomel (1874)
- Teucrium aureiforme Pomel (1874)
- Teucrium aureum Schreb. (1774)
- Teucrium × badiae Sennen (1912)
- Teucrium balearicum (Coss. ex Pau) Castrov. & Bayon (1989 publ. 1990)
- Teucrium balfourii Vierh., Denkschr. Kaiserl. Akad. Wiss. (1907)
- Teucrium balthazaris Sennen (1936)
- Teucrium baokang ined..
- Teucrium barbarum Jahand. & Maire (1928)
- Teucrium barbeyanum Asch. & Taub. ex E.J.Durand & Barratte (1910)
- Teucrium × bergadense Sennen (1912)
- Teucrium betonicum L'Hér. (1788)
- Teucrium bicolor Sm. (1817)
- Teucrium bicoloreum Pau ex Vicioso (1916)
- Teucrium bidentatum Hemsl., J. Linn. Soc. (1891)
- Teucrium botrys L. (1753)
- Teucrium brachyandrum Puech, Naturalia Monspel. (1970 publ. 1971)
- Teucrium bracteatum Desf. (1798)
- Teucrium brevifolium Schreb. (1774)
- Teucrium × bubanii Sennen (1912)
- Teucrium bullatum Coss. & Balansa (1873)
- Teucrium burmanicum Mukerjee (1938)
- Teucrium buxifolium Schreb. (1774)
- Teucrium campanulatum L. (1753)
- Teucrium canadense L. (1753)
- Teucrium canum Fisch. & C.A.Mey. (1835)
- Teucrium capitatum L. (1753)
- Teucrium carolipaui Vicioso ex Pau (1921 publ. 1922)
- Teucrium carthaginense Lange (1882)
- Teucrium × carvalhoi A.F.Carrillo & al. (1997)
- Teucrium cavanillesianum Font Quer & Jeronimo (1946)
- Teucrium cavernarum P.H.Davis (1951)
- Teucrium chamaedrys L. (1753)
- Teucrium chardonianum Maire & Wilczek (1935)
- Teucrium charidemi Sandwith (1930)
- Teucrium chasmophyticum Rech.f. (1980)
- Teucrium chlorostachyum Pau & Font Quer (1930)
- Teucrium chrysotrichum Lange (1882)
- Teucrium cincinnatum Maire (1933 publ. 1934)
- Teucrium clementiae Ryding (1998)
- Teucrium coahuilanum B.L.Turner (2005)
- Teucrium × coeleste Schreb. (1774)
- Teucrium compactum Clemente ex Lag. (1816)
- Teucrium coniortodes Boiss. & Blanche (1879)
- Teucrium × conquense M.B.Crespo & Mateo (1991)
- Teucrium × conquense nothosubsp. conquense
- Teucrium × conquense nothosubsp. siyasense A.F.Carrillo & Sánchez Gómez (1996)
- Teucrium × contejeani Giraudias (1888)
- Teucrium corymbiferum Desf. (1798)
- Teucrium corymbosum R.Br. (1810)
- Teucrium cossonii D.Wood (1972)
- Teucrium creticum L. (1753)
- Teucrium cubense Jacq. (1760)
- Teucrium cuneifolium Sm. (1825)
- Teucrium cylindraceum Greuter & Burdet (1986)
- Teucrium cyprium Boiss. (1844)
- Teucrium cyrenaicum (Maire & Weiller) Brullo & Furnari (1979)
- Teucrium davaeanum Coss. (1889)
- Teucrium dealeanum Emb. & Maire (1935)
- Teucrium decaisnei C.Presl (1845)
- Teucrium decipiens Coss. & Balansa (1873)
- Teucrium demnatense Coss. ex Batt. (1919)
- Teucrium divaricatum Sieber ex Boiss. (1879)
- Teucrium × djebalicum Font Quer (1935)
- Teucrium doumerguei Sennen (1933)
- Teucrium ducellieri Batt. (1917)
- Teucrium dumulosum (Rech.f.) Brullo & Guarino (2000)
- Teucrium dunense Sennen (1925)
- Teucrium eburneum Thulin (1991)
- Teucrium edetanum M.B.Crespo, Mateo & T.Navarro (1994)
- Teucrium × eloualidii Sánchez-Gómez & T.Navarro (1999)
- Teucrium embergeri (Sauvage & Vindt) El Oualidi, T.Navarro & A.Martin (1997)
- Teucrium eremaeum Diels (1905)
- Teucrium eriocephalum Willk. (1852)
- Teucrium × estevei Alcaraz, Sánchez-Gómez & J.S.Carrión (1986 publ. 1988)
- Teucrium eximium O.Schwartz (1939)
- Teucrium expassum Pau (1889)
- Teucrium faurei Maire (1929)
- Teucrium fililobum F.Muell. ex Benth. (1870)
- Teucrium flavum L. (1753)
- Teucrium fragile Boiss. (1838)
- Teucrium franchetianum Rouy & Coincy (1893)
- Teucrium francisci-werneri Rech.f. (1949)
- Teucrium francoi M.Seq., Capelo, J.C.Costa & R.Jardim (2008)
- Teucrium freynii E.Rev. ex Willk. (1893)
- Teucrium fruticans L. (1753)
- Teucrium gattefossei Emb. (1933 publ. 1934)
- Teucrium glandulosum Kellogg (1863)
- Teucrium gnaphalodes L'Hér. (1788)
- Teucrium × gnaphaureum M.B.Crespo & Mateo (1991)
- Teucrium goetzei Gürke (1901)
- Teucrium gracile Barbey & Fors.-Major (1895)
- Teucrium grandifolium R.A.Clement (1993)
- Teucrium grandiusculum F.Muell. & Tate (1890)
- Teucrium grisebachii Hieron. ex Epling, Rev. Mus. La Plata (1946)
- Teucrium grosii Pau (1928)
- Teucrium × guemesii J.F.Jiménez, A.F.Carrillo, M.A.Carrión (1999)
- Teucrium guizhouense ined..
- Teucrium gypsophilum Emb. & Maire (1927)
- Teucrium haenseleri Boiss. (1838)
- Teucrium halacsyanum Heldr. (1879)
- Teucrium haradjanii Briq. ex Rech.f. (1949)
- Teucrium helichrysoides (Diels) Greuter & Burdet (1985)
- Teucrium heterophyllum L'Hér. (1788)
- Teucrium heterotrichum Briq. ex Rech.f. (1949)
- Teucrium hieronymi Sennen (1936)
- Teucrium hifacense Pau (1902)
- Teucrium hijazicum Hedge & R.A.King (1988)
- Teucrium hircanicum L., Syst. Nat. ed. 10 (1759)
- Teucrium homotrichum (Font Quer) Rivas Mart. (1986)
- Teucrium huotii Emb. & Maire (1927)
- Teucrium integrifolium Benth. (1870)
- Teucrium intricatum Lange (1863)
- Teucrium japonicum Houtt. (1778)
- Teucrium joannis (Sauvage & Vindt) El Oualidi, T.Navarro & A.Martin (1997)
- Teucrium jolyi Mathez & Sauvage, Trav. Inst. Sci. Chérifien (1975)
- Teucrium kabylicum Batt. (1905)
- Teucrium karpasiticum Hadjik. & Hand (2008)
- Teucrium kotschyanum Poech (1842)
- Teucrium kraussii Codd (1977)
- Teucrium krymense Juz. (1951)
- Teucrium kyreniae (P.H.Davis) Hadjik. & Hand (2008)
- Teucrium labiosum C.Y.Wu & S.Chow (1965)
- Teucrium laciniatum Torr. (1828)
- Teucrium lamiifolium d'Urv. (1822)
- Teucrium lanigerum Lag. (1816)
- Teucrium laxum D.Don (1825)
- Teucrium leonis Sennen (1936)
- Teucrium lepicephalum Pau (1904)
- Teucrium leucocladum Boiss. (1844)
- Teucrium leucophyllum Montbret & Aucher ex Benth., Ann. Sci. Nat. (1836)
- Teucrium libanitis Schreb. (1774)
- Teucrium lini-vaccarii Pamp. (1914)
- Teucrium lucidum L., Syst. Nat. ed. 10 (1759)
- Teucrium lusitanicum Schreb. (1774)
- Teucrium luteum (Mill.) Degen (1937)
- Teucrium macrophyllum (C.Y.Wu & S.Chow) J.H.Zheng (2002)
- Teucrium macrum Boiss. & Hausskn. (1879)
- Teucrium × maestracense M.B.Crespo & Mateo (1991)
- Teucrium maghrebinum Greuter & Burdet (1985)
- Teucrium malenconianum Maire (1934)
- Teucrium manghuaense Y.Z.Sun ex S.Chow (1965)
- Teucrium marum L. (1753)
- Teucrium mascatense Boiss. (1844)
- Teucrium massiliense L. (1763)
- Teucrium × mateoi Solanas, M.B.Crespo & De la Torre, Anales Biol., Fac. Biol. (1993)
- Teucrium melissoides Boiss. & Hausskn. (1879)
- Teucrium micranthum B.J.Conn (2002)
- Teucrium microphyllum Desf. (1807)
- Teucrium micropodioides Rouy (1882)
- Teucrium mideltense (Batt.) Humbert (1928)
- Teucrium mitecum Tattou & El Oualidi (1993)
- Teucrium montanum L. (1753)
- Teucrium montbretii Benth., Ann. Sci. Nat. (1836)
- Teucrium multicaule Montbret & Aucher ex Benth., Ann. Sci. Nat. (1836)
- Teucrium murcicum Sennen (1931)
- Teucrium musimonum Humbert ex Maire (1924)
- Teucrium myriocladum Diels (1905)
- Teucrium nanum C.Y.Wu & S.Chow (1965)
- Teucrium × navarroi Sánchez-Gómez, Güemes, A.F.Carrillo, Coy & A.Hern. (1996)
- Teucrium nudicaule Hook. (1831)
- Teucrium nummularifolium Baker (1895)
- Teucrium odontites Boiss. & Balansa (1859)
- Teucrium oliverianum Ging. ex Benth. (1835)
- Teucrium omeiense Y.Z.Sun (1965)
- Teucrium orientale L. (1753)
- Teucrium ornatum Hemsl., J. Linn. Soc. (1891)
- Teucrium oxylepis Font Quer, Mem. Mus. Ci. Nat. Barcelona (1924)
- Teucrium ozturkii A.P.Khokhr. (1997)
- Teucrium paederotoides Boiss. (1879)
- Teucrium parviflorum Schreb. (1774)
- Teucrium pernyi Franch. (1883)
- Teucrium persicum Boiss. (1844)
- Teucrium pestalozzae Boiss. (1853)
- Teucrium petelotii Doan ex Suddee & A.J.Paton (2007)
- Teucrium pilbaranum B.J.Conn (1999)
- Teucrium plectranthoides Gamble (1924)
- Teucrium polioides Ryding (1998)
- Teucrium polium L. (1753)
- Teucrium popovii R.A.King (1988)
- Teucrium × portusmagni Sánchez Gómez & al. (1999)
- Teucrium procerum Boiss. & Blanche (1859)
- Teucrium proctorii L.O.Williams, Fieldiana (1972)
- Teucrium pruinosum Boiss. (1879)
- Teucrium pseudaroanium Parolly, Erdag & Nordt (2007)
- Teucrium × pseudoaragonense M.B.Crespo & Mateo (1991)
- Teucrium pseudochamaepitys L. (1753)
- Teucrium pseudoscorodonia Desf. (1798)
- Teucrium × pseudothymifolium Sánchez-Gómez, Güemes & A.F.Carrillo (1996)
- Teucrium pugionifolium Pau (1897)
- Teucrium × pujolii Sennen (1912)
- Teucrium pumilum Loefl. ex L. (1755)
- Teucrium pyrenaicum L. (1753)
- Teucrium quadrifarium Buch.-Ham. (1825)
- Teucrium racemosum R.Br. (1810)
- Teucrium radicans Bonnet & Barrette, Explor. Sci. Tunisie, Ill. Bot.: t. 14, f. 1-8 (1895)
- Teucrium ramaswamii M.B.Viswan. & Manik. (2009)
- Teucrium ramosissimum Desf. (1798)
- Teucrium reidii Toelken & D.Dean Cunn. (2008)
- Teucrium resupinatum Desf. (1798)
- Teucrium reverchonii Willk. (1891)
- Teucrium rhodocalyx O.Schwartz (1939)
- Teucrium rifanum (Maire & Sennen) Maire & Sennen (1932)
- Teucrium rigidum Benth. (1848)
- Teucrium × rigualii De la Torre & Alcaraz (1992)
- Teucrium × riosii De la Torre & Alcaraz (1992)
- Teucrium rivas-martinezii Alcarez & al. (1984)
- Teucrium rivasii Rigual ex Greuter & Burdet (1985)
- Teucrium × riverae De la Torre & Alcaraz (1992)
- Teucrium rixanense Ruíz Torre & Ruíz Cast. (1974)
- Teucrium × robledoi De la Torre & Alcaraz (1992)
- Teucrium ronnigeri Sennen (1931)
- Teucrium rotundifolium Schreb. (1774)
- Teucrium rouyanum Coste & Soulié (1897)
- Teucrium royleanum Wall. ex Benth. (1830)
- Teucrium × rubrovirens Pau (1928)
- Teucrium rupestre Coss. & Balansa (1873)
- Teucrium × sagarrae Font Quer (1926)
- Teucrium salviastrum Schreb. (1774)
- Teucrium sandrasicum O.Schwarz (1949)
- Teucrium santae Quézel & Simonn. ex Greuter & Burdet (1985)
- Teucrium sauvagei Le Houér. (1960)
- Teucrium scabrum Suddee & A.J.Paton (2008 publ. 2009)
- Teucrium scordium L. (1753)
- Teucrium scorodonia L. (1753)
- Teucrium × scorolepis Pajarón & A.Molina (1989)
- Teucrium serpylloides Maire & Weiller (1940)
- Teucrium sessiliflorum Benth. (1848)
- Teucrium shanicum Mukerjee (1938)
- Teucrium siculum (Raf.) Guss. (1845)
- Teucrium similatum T.Navarro & Rosua (1990)
- Teucrium simplex Vaniot (1904)
- Teucrium socinianum Boiss. (1879)
- Teucrium socotranum Vierh., Denkschr. Kaiserl. Akad. Wiss. (1907)
- Teucrium soloitanum (Maire) T.Navarro & Rosua (1991)
- Teucrium somalense Ryding (1998)
- Teucrium spinosum L. (1753)
- Teucrium stocksianum Boiss. (1859)
- Teucrium subspinosum Pourr. ex Willd. (1809)
- Teucrium taiwanianum T.H.Hsieh & T.C.Huang (1996)
- Teucrium takoumitense Förther & Podlech (2002)
- Teucrium tananicum Maire (1932)
- Teucrium teinense Kudô (1921)
- Teucrium terciae (Sánchez-Gómez, M.A.Carrión & A.Hern.) Sánchez-Gómez, M.A.Carrión & A.Hern., Anales Biol., Fac. Biol. (2003)
- Teucrium thieleanum B.J.Conn (2006)
- Teucrium thymifolium Schreb. (1774)
- Teucrium thymoides Pomel (1874)
- Teucrium townsendii Vasey & Rose (1890)
- Teucrium trifidum Retz. (1779)
- Teucrium tsinlingense C.Y.Wu & S.Chow (1965)
- Teucrium turredanum Losa & Rivas Goday (1968)
- Teucrium ussuriense Kom. (1931 publ. 1932)
- Teucrium veronicoides Maxim. (1877)
- Teucrium vesicarium Mill. (1768)
- Teucrium vincentinum Rouy (1882)
- Teucrium viscidum Blume (1826)
- Teucrium wattii Prain, J. Asiat. Soc. Bengal, Pt. 2 (1890)
- Teucrium webbianum Boiss. (1838)
- Teucrium werneri Emb. (1935)
- Teucrium wightii Hook.f. (1885)
- Teucrium yemense Deflers (1889)
- Teucrium zaianum Emb. & Maire (1929)
- Teucrium zanonii Pamp., Nuovo Giorn. Bot. Ital., n.s. (1917)